# Diánoia (término griego)
La diánoia (en griego, διάνοια) es un término griego que suele traducirse como "razón discursiva" y que remite a la capacidad de la razón para obtener conocimientos mediante la progresión de las premisas a una conclusión que necesariamente deriva de aquellas; el conocimiento obtenido mediante causas y principios. 
En este sentido, la diánoia o razonamiento discursivo se opone a la nous, comprendida como aquella capacidad de la razón de intuir de forma inmediata el conocimiento, de los primeros principios del conocimiento, si y sólo si, es de la realidad inmediata, en el caso de Aristóteles, o de las Ideas tratándose de Platón. En los desarrollos filosóficos posteriores esta oposición entre diánoia y nous se refleja en la oposición entre razón y entendimiento, respectivamente.
La diánoia se encuentra como el razonamiento de la epistemología platónica que nace de la unión de los pensamientos de la "doxa" y de la "noesis". La "doxa" como lo sensible y la "noesis" como lo intelectual. La diánoia no hace referencia a una realidad absoluta, sino que depende de la persona o el objeto del que se hable para que se identifique de una manera u otra, por esto podemos decir que es de carácter hipotético. La diánoia la podemos encontrar en la relación del pensamiento epistemológico y ontológico de Platón, la diánoia se inclina más hacia el lado epistemológico en la realidad del mundo inteligible en que se habla del cómo conocemos o nos referimos a los objetos. De este modo la diánoia además de esto podría identificarse como el campo de las hipótesis, en el que podemos encontrar la ciencia matemática, importante ya que la matemática platónica es la base de la matemática moderna. 